# W d'Orió
W d'Orió (W Orionis) és un estel variable a la constel·lació d'Orió. La seva magnitud aparent pot arribar a +5,88 quan aconsegueix la seva màxima lluentor. S'hi troba a uns 410 parsecs (1.340 anys llum) de distància del sistema solar.
W d'Orió és un estrella de carboni, una de les poques observables a ull nu, catalogada com de tipus espectral CV5 o C6II. A diferència de la major part dels estels, en les estrelles de carboni aquest element és més abundant que l'oxigen i forma composts que absorbeixen la llum blava, per la qual cosa aquestes estrelles són les més vermelles que s'hi poden observar.
W d'Orió té una temperatura efectiva de només 2.625 K. És un estel de gran grandària, amb un radi comprès entre 1 ua —valor obtingut a partir de la mesura del seu diàmetre angular— i 2 ua, en qualsevol cas almenys 215 vegades més gran que el radi solar. És un estel variable polsant, on, a més de variar la lluminositat, canvia la grandària i la temperatura de l'estel. És una variable semiregular amb un període aproximat de 212 dies, si bé s'ha observat una variació en la lluentor mitjana al llarg d'un període més llarg de 6,7 anys.
En els estadis finals de la seva evolució, W d'Orió perd massa a un ritme de deu milionèsimes de la massa solar cada any, i d'aquí a poc s'hi desprendrà de les seves capes exteriors per convertir-se en una nana blanca.